# Olindo Gomes dos Santos Paiva
Olindo Gomes dos Santos Paiva, primeiro e único Barão de Timbohy, (São Mateus 1830  – São Mateus, 19 de agosto de 1883) foi fazendeiro na então província do Espírito Santo, além de coronel da Guarda Nacional.

## Biografia

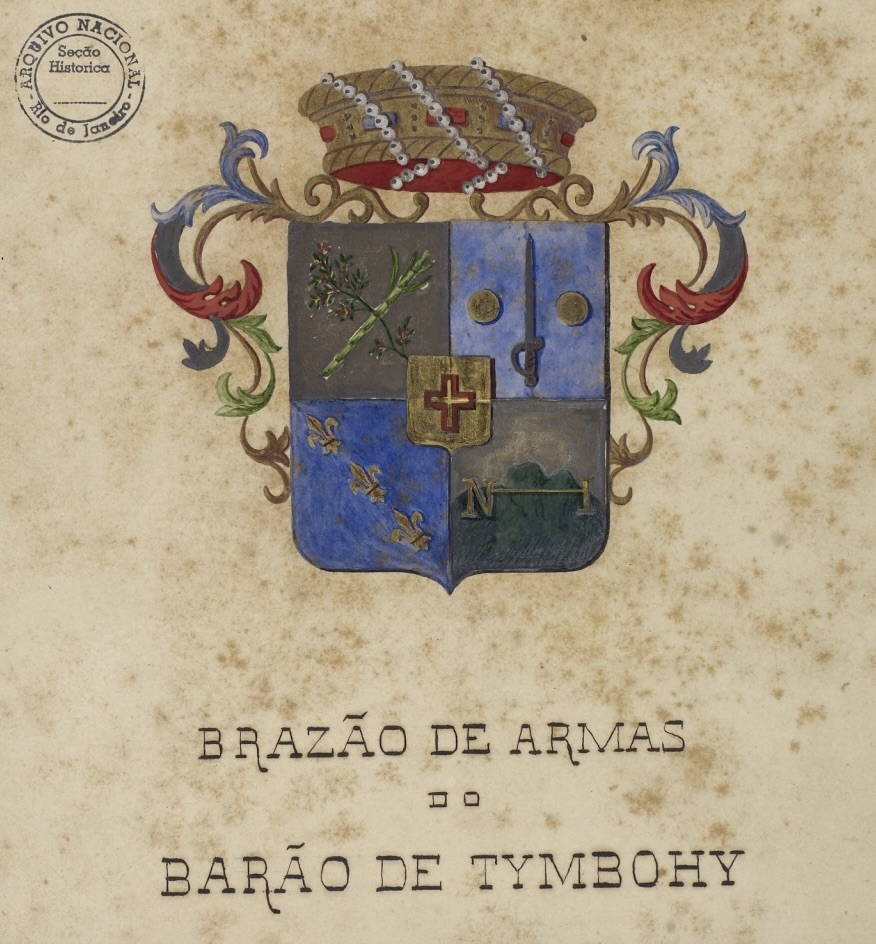
Brasão de armas do barão de Timboí.

O Barão de Timbohy nasceu em São Mateus, na região que hoje compreende o município de Conceição da Barra, na fazenda Campo Redondo, às margens do Rio Cricaré em data desconhecida. Projetou a até então Vila de Nossa Senhora da Conceição da Barra como grande produtora de café, inserindo-se na seleta aristocracia da época. Escolheu Itaúnas para se estabelecer e lá construiu um dos mais elegantes palacetes.
Em uma de suas incontáveis viagens ao Rio de Janeiro, solicitou ao imperador Dom Pedro I a construção de uma linha telegráfica para São Mateus e Barra de São Mateus. Foi atendido, sob a condição de oferecer, de suas propriedades, madeira de lei para confecção dos postes. Foi com esse empreendimento que recebeu do Imperador o título de Barão.
Apesar de nunca ter se casado, contrariando os padrões sociais da época, vivei maritalmente com a escrava Constância do Amor Divino, com quem teve vários filhos.
Faleceu no dia 19 de agosto de 1883 em consequência dos ferimentos causados em um acidente de trem.

## Títulos nobiliárquicos
Barão de Timbohy
Título conferido por decreto imperial em 16 de setembro de 1874, referendado por João Alfredo Correia de Oliveira, por serviços prestados às linhas telegráficas do Espírito Santo  durante a Guerra do Paraguai.